# オイラは番台 〜平作&健太の夢物語〜
『オイラは番台 平作&健太の夢物語』（オイラはばんだい へいさくアンドけんたのゆめものがたり）は、インターハートから2003年12月19日に発売されたアダルトゲーム。

## 概要・あらすじ
『オイラは番台』シリーズ第2弾。覗きで女性客の弱みを握り、攻略していく銭湯経営シミュレーションゲーム。
前作で陥れた雌奴隷達とハーレム生活をおくっていた、銭湯「大衆浴情」のオーナー・団幸太郎。しかし、悪友・萱野平作と浦野健太の裏切りにより、警察に逮捕されてしまう。この事件により「大衆浴情」は閉店。罪を免れた平作と健太は「大衆浴情」を勝手に改築し、新たな銭湯「なごり湯」を造る。前作の雌奴隷達を利用し、新たな標的を狙う平作と健太だった。

## 登場人物

### 主人公
萱野 平作（かやの へいさく）
幸太郎の悪友。魚屋「魚吉」の店主。口八丁で逃げ足も早い。母ちゃんが怖い。
浦野 健太（うらの けんた）
幸太郎の悪友。八百屋「八百長」の店主。強引で乱暴者。行動的な性格。

### ヒロイン
飯島 尚美
声：深井晴花
湯澤 志穂（ゆざわ しほ）
声：如月美琴
アンゴラセーター・ロングスカート・カチューシャと落ち着いた雰囲気もありながら身長が低いロリ主婦。胸はそこそこあるが、身長が無い事をコンプレックスに感じている。かなりの噂好きで日々ネタを収集している。更に主婦と言う事もありかなり刺激にも飢えている。
筑紫 純（つくし じゅん）
声：みちる
ブレザータイプの制服でいつも明るく誰とでも仲良くなれる元気っ子。しかし、性に関してはキスまでしかした事がない為。焦っていると言う事もあり興味津々です。湯澤とは姉妹関係にある。
如月 実由（きさらぎ みゆ）
声：みる
地方出身の短大生。自分が地方出身である事は隠している。メガネにトレーナーにニットカーディガン・バイヤスロングスカートと言う地味な組み合わせの服装をしている。性格は見かけ通りのおっとりさんで綺麗好きと言うより潔癖症。誰かが湯船に浸かっていると入らない程である。（入れない…）又もう一つの顔として元恋人追いかけて上京してきている。
桐生 麗奈（きりゅう れいな）
声：柘翁そのか
ピンタックブラウス、スカートの格好でいるごく普通のOL。物事を＋（プラス）に考えようとして間違った考えをもってしまう。昔はアイドルに憧れていた（目指していた）らしく今でもその影響が残っている。せいかワガママな面が強い…また、それを悪いと思っていない。「アイドルだから何をやっても良い」と＋（プラス）に考えている思考の持ち主。
時雨 藍子（しぐれ あいこ）
声：マルコ
仕事熱心なのか女性の下着をジロジロみる癖がある。しまいには下着をお勧めしたり売り出したりとかなりの迷惑キャラ。襟長のシャツ・ロングジャケット・センタープレスパンツのキャラリアウーマン的ファッション。この他に自分の信念を持っている。それは…「結婚するまでＨはさせない」と言う今時珍しいタイプでもある。その為なんちゃってレズをするが最近はそれも癖になりつつあるらしい…！？
波 かをる（なみ かをる）
声：Ruru
さらしにレースアップチュニック・ミニスカートを着るハードボイルド。見た目は背も高く不良っぽい雰囲気だが実はしっかり者。胸が無い事にコンプレックスを感じているらしく、さらしを巻いている。最近彼氏と別れた。ダンスに生き甲斐を感じている。

### その他
川島 優香
声：ひと美
大石 景子
声：ひと美
恩田
声：如月美琴
団 幸太郎（だん こうたろう）
銭湯「大衆浴情」のオーナー。前作の事件が元で、逮捕されてしまう。